# Bynum (Alabama)
Bynum è stato un census-designated place (CDP) degli Stati Uniti d'America situato nella contea di Calhoun dello stato dell'Alabama. Dal 2010 Bynum è considerato parte integrante del comune (city) di Oxford e come tale non viene più censito separatamente.